# Линьярис (микрорегион)
Линья́рис (порт. Microrregião de Linhares) — микрорегион в Бразилии, входит в штат Эспириту-Санту. Составная часть мезорегиона Северное побережье штата Эспириту-Санту. 
Население составляет 	308 523	 человека (на 2010 год). Площадь — 	6 931,363	 км². Плотность населения — 	44,51	 чел./км².

## Демография
Согласно сведениям, собранным в ходе переписи 2010 г. Национальным институтом географии и статистики (IBGE), население микрорегиона составляет:						
| Полное население                             | Полное население                             | Полное население                             | Полное население                             | 308 523 |
| -------------------------------------------- | -------------------------------------------- | -------------------------------------------- | -------------------------------------------- | ------- |
| в том числе:                                 | Городское население                          | 252 275                                      | Процент городского населения, %              | 81,77   |
|                                              | Сельское население                           | 56 248                                       | Процент сельского населения, %               | 18,23   |
|                                              | Мужское население                            | 154 256                                      | Процент мужского населения, %                | 50,00   |
|                                              | Женское население                            | 154 267                                      | Процент женского населения, %                | 50,00   |
| Плотность населения, чел/км²                 | Плотность населения, чел/км²                 | Плотность населения, чел/км²                 | Плотность населения, чел/км²                 | 44,51   |
| Население микрорегиона в % к населению штата | Население микрорегиона в % к населению штата | Население микрорегиона в % к населению штата | Население микрорегиона в % к населению штата | 8,78    |

## Статистика
- Валовой внутренний продукт на 2003 составляет 2 897 924 361,00 реалов (данные: Бразильский институт географии и статистики).
- Валовой внутренний продукт на душу населения на 2003 составляет 10 991,29 реалов (данные: Бразильский институт географии и статистики).
- Индекс развития человеческого потенциала на 2000 составляет 0,756 (данные: Программа развития ООН).

## Состав микрорегиона
В составе микрорегиона включены следующие муниципалитеты:
1. Аракрус
2. Фундан
3. Ибирасу
4. Жуан-Нейва
5. Линьярес
6. Риу-Бананал
7. Сооретама